# Томишко, Антоний Осипович
Антоний Осипович (Иосифович) Томишко (при рождении Антонин Томишка, чеш. Antonín Tomíška; 25 марта (6 апреля) 1851, Пардубице — 8 (21) октября 1900, Санкт-Петербург) — русский архитектор чешского происхождения, мастер эклектического «русского стиля», автор проекта тюремного комплекса «Кресты» в Петербурге. Академик (с 1879), профессор (с 1891) и действительный член (с 1893; по новому уставу) Императорской Академии художеств.

## Биография
Родился 6 апреля 1851 года в небольшом городке Гержманув-Местец близ Пардубиц в Чехии. Отец Антония был скульптором, и у мальчика с детства проявилась склонность к рисованию.
Учился в Училище живописи, ваяния и зодчества в Москве, а затем в Императорской Академии художеств в Петербурге (1870—1875). Получил медали: в 1872 году — малую серебряную; в 1873 году — большую серебряную и малую золотую за программу. Русский подданный с 1874. В 1875 году — звание классного художника 1-й степени и отправлен пенсионером Академии художеств за границу на 4 года; в 1879 году — звание академика за «проект православного собора на 3000 человек» и другие работы. С 1879 года он стал преподавать в академии, в 1888 году стал профессором. С 1881 года работал в ведомстве Главного тюремного управления. Руководил мастерской высшего художественного училища академии с 1894 по 1900 годы. В 1897—1898 годы был ректором училища.
Скончался 21 октября 1900 года в Санкт-Петербурге в возрасте 49 лет. Был похоронен в Александро-Невской лавре на Никольском кладбище; могила не сохранилась.

## Проекты и постройки
Томишко прославился строительством многочисленных общественных зданий, обычно оформлявшихся им в русском стиле. Среди его работ в Санкт-Петербурге богадельня (набережная реки Волковки, 3), фельдшерское училище (Суворовский проспект, 4), Александро-Мариинское училище для слепых (ул. Профессора Попова, 37). Особую известность архитектору принесло строительство ряда тюремных зданий, включая комплекс зданий тюрьмы «Кресты» и пересыльной тюрьмы (набережная реки Монастырки, 13-15).
Кроме того, Томишко принимал участие в сооружении Великокняжеской усыпальницы в Петропавловской крепости, а также построил в Петергофе в парке Александрия Нижнюю дачу для Николая II — единственный дворец в своей архитектурной практике.

### Санкт-Петербург
- Здание Волковской купеческой богадельни. Волковки наб., 3 (1880—1881)[13]
- Нижняя дача (Нижний дворец) Николая II. Петергоф. Александрия парк, 10 (1883—1885 и 1895—1897 расширение и перестройка)[14]
- Караулка у ворот ограды. Петергоф. Александрия парк, 11А (1896)[15]
- Здание Училища фельдшериц и лекарских помощниц — Главное здание. 2-я Советская ул., 6 — Суворовский пр., 4 (1884—1885)[16]
- Комплекс зданий краткосрочной тюрьмы («Кресты»). Арсенальная наб., 7 — Комсомола ул., 8 (1884—1890)[17][18][19][20]
- Тюрьма «Кресты» — Церковь во имя святого благоверного князя Александра Невского. Арсенальная наб., 7В (1884—1889)[21]
- Здание анатомического театра и часовни при Рождественской больнице. 2-я Советская ул., 4аБ (1885, 1907 — расширение)[22]
- Комплекс зданий Санкт-Петербургской женской исправительной тюрьмы. Арсенальная ул., 9, 11 (1885—1890)[23][24][25]
- Особняк А. И. Томишко. Дивенская ул., 3. 1886. (Не сохранился).
- Здание Александро-Мариинского училища слепых. Профессора Попова ул., 37Б (1887—1889)[26]
- Комплекс зданий пересыльной тюрьмы. Монастырки наб., 13—15 (1891—1894)[27][28]
- Доходный дом художника С. И. Садикова. 2-я линия ВО, 3 — Репина ул., 4 (1893—1894)[29]
- Здание Великокняжеской усыпальницы. Петропавловская крепость, 7Б (1897—1908)[30]